# Eichberg (Gemeinde Gloggnitz)
Eichberg ist eine Ortschaft und eine Katastralgemeinde der Stadtgemeinde Gloggnitz im Bezirk Neunkirchen in Niederösterreich. Die Ortschaft hat 57 Einwohner (Stand 1. Jänner 2024).

## Geografie
Die Streusiedlung erstreckt sich auf den Eichberg westlich von Gloggnitz und umfasst dort zahlreiche Einzellagen.

## Siedlungsentwicklung
Zum Jahreswechsel 1979/1980 befanden sich in der Katastralgemeinde Eichberg insgesamt 60 Bauflächen mit 19.007 m² und 223 Gärten auf 381.821 m², 1989/1990 gab es 59 Bauflächen. 1999/2000 war die Zahl der Bauflächen auf 159 angewachsen und 2009/2010 bestanden 97 Gebäude auf 160 Bauflächen.

## Bodennutzung
Die Katastralgemeinde ist landwirtschaftlich geprägt. 113 Hektar wurden zum Jahreswechsel 1979/1980 landwirtschaftlich genutzt und 177 Hektar waren forstwirtschaftlich geführte Waldflächen. 1999/2000 wurde auf 131 Hektar Landwirtschaft betrieben und 197 Hektar waren als forstwirtschaftlich genutzte Flächen ausgewiesen. Ende 2018 waren 110 Hektar als landwirtschaftliche Flächen genutzt und Forstwirtschaft wurde auf 200 Hektar betrieben. Die durchschnittliche Bodenklimazahl von Eichberg beträgt 22,5 (Stand 2010).